# Narmeln
Narmeln (auch Polski, Polsk; russisch Нормельн Normeln) ist ein nicht mehr bestehender Ort auf der Frischen Nehrung (russisch Балтийская коса Baltijskaja Kossa „Baltische Nehrung“) im Stadtkreis Baltijsk in der russischen Oblast Kaliningrad. Das Gebiet liegt unmittelbar östlich der polnischen Grenze und war durch die 45 Meter hohe Düne bekannt.
Narmeln hat seit 1945, soweit bekannt, keine zivile Besiedelung mehr. Der russische Teil der Nehrung war bis 2012 für Zivilisten gesperrt.

## Geschichte
Bis zum Jahr 1264 soll hier in der Nähe ein autochthoner Fürst der Nehrung, namens Sabino, gewohnt haben, dessen Schloss unter dem Deutschordens-Großkomtur und späteren Hochmeister Hartmann von Heldrungen zerstört und niedergebrannt wurde.
Seit der Abwendung Danzigs vom Deutschen Orden gehörte Narmeln zum Gebiet der Hansestadt Danzig. Der Rat dieser Stadt stellte am 12. Dezember 1489 dem Wirt Hans Voyte eine Handfeste (Urkunde) für den Krug in Ermelen aus. Der umgangssprachliche Name Polski oder Polsky hat sich in Narmeln seit dem 17. Jahrhundert bis 1945 gehalten; es handelte sich ursprünglich um den Familiennamen einer im 17. Jahrhundert hier ansässigen und um die Mitte des 18. Jahrhunderts hier ausgestorbenen Familie.
Nach der zweiten Teilung Polens kam die Stadt Danzig mit Narmeln 1793 von Preußen königlichen Anteils an Preußen und wiederum 1807–1814 zur Republik Danzig. Seit 1814 gehörte Narmeln zu Westpreußen und 1920 nach dem Versailler Friedensvertrag zum Landkreis Elbing im Regierungsbezirk Westpreußen der Provinz Ostpreußen des Deutschen Reichs. 
Die historische Grenze zwischen Ost- und Westpreußen verlief zwischen Narmeln und der Narmelner Düne. Nach dem Ende des Zweiten Weltkriegs war Narmeln der einzige Ort Westpreußens, den die Sowjetunion unter eigene Verwaltung nahm, statt ihn der Volksrepublik Polen zur Verwaltung zu überlassen.

## Demographie
| Jahr | Einwohner | Anmerkungen                                                                                        |
| ---- | --------- | -------------------------------------------------------------------------------------------------- |
| 1818 | 98        | Narmel und Polsky, erbemphyteutisches Fischerdorf; nur Lutheraner, 15 Feuerstellen (Haushaltungen) |
| 1837 | 90        | Dorf mit 1 1/4 Morgen Land                                                                         |
| 1852 | 128       | Dorf                                                                                               |
| 1864 | 159       | am 3. Dezember, Gemeindebezirk                                                                     |
| 1867 | 160       | am 3. Dezember, Fischerdorf                                                                        |
| 1871 | 181       | am 1. Dezember, Fischerdorf, nur Evangelische                                                      |
| 1910 | 257       | am 1. Dezember, Landgemeinde, nur Evangelische, sämtlich mit deutscher Muttersprache               |
| 1933 | 278       | [ 10 ]                                                                                             |
| 1939 | 294       | [ 10 ]                                                                                             |

Über eine zivile Besiedelung seit 1945 ist nichts bekannt. Ein Teil der Gebäude liegt jetzt im Sperrgebiet und wird militärisch genutzt.

## Schule und Kirche
Bis 1825 gingen die Kinder in das etwa 4 km entfernte Alt-Neukrug (seitdem Wüstung) und bis 1878 in das 8 km entfernte Neukrug (heute: Nowa Karczma, bzw. Piaski) zur Schule. 1879 erhielt der Ort einen eigenen Lehrer und 1895 wurde ein Schulhaus errichtet. 
Die evangelische Kirche befand sich in Neukrug. Gottesdienste wurden auch im Alt-Neukruger Schulhaus abgehalten, das vom Sand bedroht 1826 abbrannte.

## Verkehr
1906 erhielt Narmeln einen kleinen Hafen, der jedoch bald wieder versandete. 1908 wurde der Weg über die Nehrung verbessert, der Bau einer befestigten Straße erfolgte erst 1914.

### Grenze
Die nach dem Zweiten Weltkrieg vorbehaltlich einer zukünftigen friedensvertraglichen Regelung festgelegte Staatsgrenze zwischen Polen und der Sowjetunion – später Russland – quer zur Nehrung zwischen den beiden Wasserflächen (Ostsee, Frisches Haff) ist nur etwa 850 m lang, damit die kürzeste Landgrenze Polens und Russlands und zudem der westlichste Punkt Russlands.
Die russische Sperrlinie besteht aus Markierungen (Grenzpfosten, Verbotsschildern) direkt an der Grenze, meistens verdeckten Posten, einem soliden, elektrisch gesicherten Zaun 280 m und einem weiteren Sperrstreifen 1600 m entfernt. Der russische Teil der „Baltischen Nehrung“ («Балтийская коса») war bis 2012 Sperrgebiet für Zivilisten. Die dem FSB unterstellten Grenztruppen Russlands nutzen ein verbliebenes deutsches Haus des Dorfes und Zusatzbauten am südwestlichen Ortsrand von Narmeln. Aufgrund eines Schreibfehlers nennen die Russen den Ort «Нормельн» (Normeln). Das Kommando untersteht der Grenzschutzabteilung Königsberg (russisch Кёнигсбергский погранотряд Kjonigsbergski pogranotrjad – nicht: Kaliningrad).

## Natur

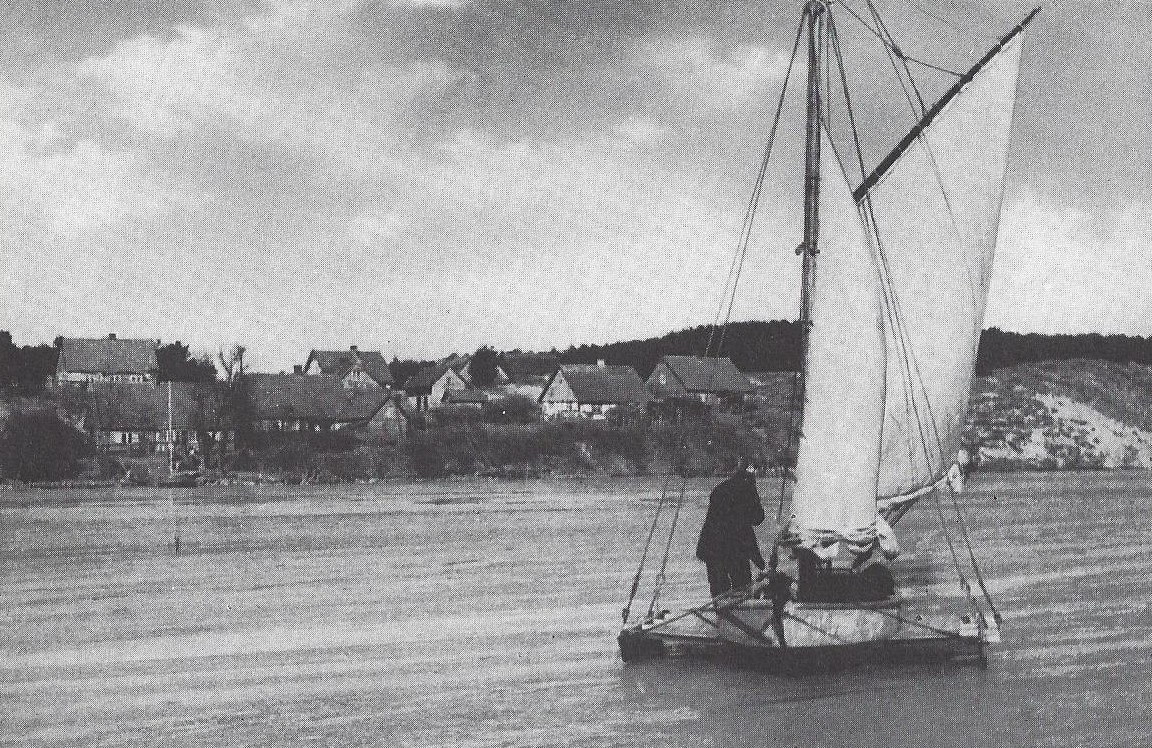
Narmeln

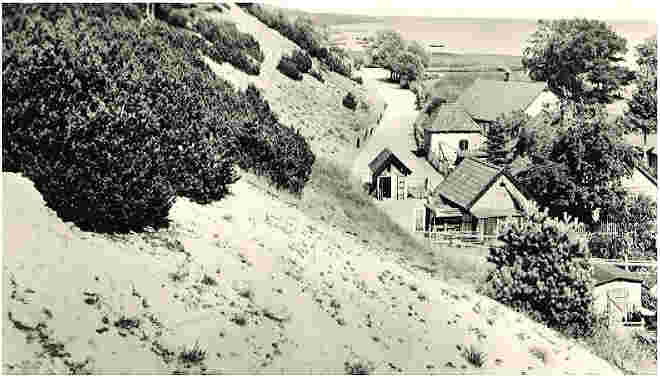
Grenzhaus in Narmeln (vor 1930)

Narmeln wurde durch die Narmelner Düne bekannt, die mit 45 Meter Höhe die eindrucksvollste Düne der Frischen Nehrung war. Wiederholt wurden Häuser vom Dünensand begraben, so etwa um 1630. Auch der Schulort Alt-Neukrug wurde 1825 vom Sand verschüttet.